# Pedro Toro Araya
Pedro Damián Araya Toro (Santiago, 1942. január 23. –) chilei válogatott labdarúgó.

## Pályafutása

### A válogatottban
1964 és 1972 között 65 alkalommal szerepelt a chilei válogatottban és 19 gólt szerzett. Részt vett az 1966-os világbajnokságon és az 1967-es Dél-amerikai bajnokságon.

## Sikerei, díjai
Universidad de Chile
- Chilei bajnok (5): 1962, 1964, 1965, 1967, 1969

Chile
- Dél-amerikai bajnokság bronzérmes (1): 1967